# Бретт Гауер
Бретт Тімоті Гауер (англ. Brett Timothy Hauer, нар. 11 липня 1971, Ричфілд) — американський хокеїст, що грав на позиції захисника. Грав за збірну команду США. У 1994 році брав участь у зимових Олімпійських іграх. Багаторазовий учасник і призер чемпіонатів світу з хокею.

## Ігрова кар'єра
Професійну хокейну кар'єру розпочав 1993 року.
1989 року був обраний на драфті НХЛ під 71-м загальним номером командою «Ванкувер Канакс».
Протягом професійної клубної ігрової кар'єри, що тривала 16 років, захищав кольори команд АІК, «Едмонтон Ойлерс», «Нашвілл Предаторс», «Женева-Серветт», «Цуг», «Давос», «Локомотив» (Ярославль) та «Базель».
Загалом провів 37 матчів у НХЛ.
Виступав за збірну США.